# Øresundståg
Øresundståg — мережа пасажирських поїздів, під орудою DSB і SJ Öresund у транснаціональному регіоні Ересунн Данії та Швеції.
Назва є гібридом данського Øresundstog і шведського Öresundståg, обидва означають «потяг Ересунда». 
Рухомий склад, також відомий як Class ET у Данії та X31K або X32K у Швеції, є електричними пасажирськими поїздами сімейства Flexliner. 
Максимальна швидкість 180 км/год.

## Операції
Три потяги на годину перетинають Ересуннський міст в один бік. 
Потяги курсують з 20-хвилинними інтервалами між Естерпортом через Копенгаген у Данії до Мальме та Лунда на півдні Швеції, зменшуючи інтервал до шести поїздів на годину в години пік. 
З Лунда щогодини потяги прямують у трьох напрямках: до Гетеборга, до Кальмара та до Карлскруни. Після опівночі інтервал руху потягів між Остерпортом у Копенгагені та Лундом збільшується до однієї години .
Кожен потяг складається з трьох секцій завдовжки 79 м, 
з’єднаних разом, кожна на 229 місць, що забезпечує пропускну здатність до 4122 місць на годину. 
Цього виявилося недостатньо, оскільки різниця в зарплатах та цінах на житло між Копенгагеном та Мальме призвела до несподіваного збільшення кількості поїздок через кордон.
Потяги не можуть бути подовжені через обмеження довжини платформи. 
А збільшити частоту руху понад шість поїздів на годину неможливо, тому що на станціях Неррепорт, Ерестад, Аеропорт Копенгаген-Каструп і Тріангельн є лише дві платформні колії, які також використовують інші поїздами. 
Мережа має завдовжки 854 км. 
У Данії потяги курсують береговою лінією та Ересундсбанан, між Естерпортом та аеропортом з інтервалом 10 хвилин. 
У Швеції вони курсують через Мальменський міський тунель та Södra stambanan до Лунда. 
З Лунда більшість рейсів Øresundståg продовжуються до Гетеборга, Кальмара або Карлскруни , використовуючи Västkustbanan, Södra stambanan, залізницю Гетеборг — Кальмар/Карлскруна, або берегову залізницю Блекінге.
Пасажири можуть зіткнутися як з данським, так і зі шведським персоналом у поїздах через Ересуннський міст. 
Квитки можна купити з будь-якої країни.

## Рухомий склад
Трафік здійснюється поїздами виробництва Adtranz (сьогодні Bombardier). 
Компанія Öresundståg AB використовує серії SJ X31K і SJ X32K.
У Данії використовується змінний струм 25 кВ 50 Гц, а у Швеції 15 кВ 16,7 Гц. 

, тому усі поїзди, що працюють на лінії, працюють з подвійною напругою та мають подвійну систему сигналізації.